# Doubangou
Doubangou (ou Debangou) est une localité du Cameroun située dans le département du Mayo-Danay et la Région de l'Extrême-Nord, à proximité de la frontière avec le Tchad. Elle fait partie de la commune de Datcheka et du canton de Doukoula.

## Population
En 1967, la localité comptait 290 habitants, principalement Toupouri. 
Lors du recensement de 2005, 662 personnes y ont été dénombrées.